# راندال غودفري
راندال غودفري (بالإنجليزية: Randall Godfrey)‏ هو لاعب كرة قدم أمريكية أمريكي، ولد في 6 أبريل 1973 في فالدوستا في الولايات المتحدة.

## وصلات خارجية
- راندال غودفري على موقع مرجع كرة القدم المحترفة.كوم (الإنجليزية)